# Cheilotrichia suffumata
Cheilotrichia suffumata är en tvåvingeart som först beskrevs av Edwards 1933.  Cheilotrichia suffumata ingår i släktet Cheilotrichia och familjen småharkrankar. Inga underarter finns listade i Catalogue of Life.